# Peppe Lindholm
Bo Peter "Peppe" Lindholm, född 12 mars 1972 i Järvsö församling, Gävleborgs län, är en svensk trummis. Han är medlem i folkrockgrupperna Perssons Pack och Engmans Kapell samt i bandet The Erik B Explosive 3 från Delsbo.